# Stokowski's transcriptie van Bachs Toccata en fuga BWV565
De transcriptie van de Toccata en Fuga in d-moll (BWV 565, een orgelwerk van Johann Sebastian Bach) door Leopold Stokowski (1882-1977) is de bekendste, maar niet de enige bewerking voor symfonieorkest.

## Ontstaan van de Toccata
Het werk is gecomponeerd in de tijd dat Bach in Weimar verbleef (1708-1717). Van al het werk van Bach is deze Toccata en Fuga een van de meeste vrije en expressiefste qua vorm. Bach improviseerde graag op een klavecimbel en het orgel en deze compositie ontstond waarschijnlijk vanuit een improvisatie toen hij op het orgel in de Thomaskirche in Leipzig oefende. In tegenstelling tot de vele strenge portretten die van hem uit deze tijd bekend zijn, moet hij een zeer vurige bui hebben gehad voor deze compositie. 
In de lange, hoge en smalle kerk, die een nagalmtijd van 3,5 seconde heeft, moeten de donderende harmonieën van dit stuk, lang en stormachtig, een kosmische indruk hebben gemaakt. Een van de karakteristieken van deze Toccata is haar enorme ritmische vrijheid en plasticiteit van het melodische materiaal. In de opvolging van de harmonieën is het stuk baanbrekend omdat het ontwerp van het stuk onregelmatig en asymmetrisch is. Voor die tijd - en ook heel veel ná die tijd - was dit ongehoord. De gepassioneerde en maniakale taal van dit stuk lijkt op zijn plaats in horrorfilms en wordt ook daarin veelvuldig geciteerd.

## Stokowski transcriptie
In 1902 accepteerde Stokowski, net 20 jaar oud, de post als organist van de St. James-kerk op Piccadilly Square in Londen. Stokowski, toen al een knappe en flamboyante (jonge)man, begeesterde de bezoekers van de kerk zodanig met zijn spel van Bachs werken dat men van verre zijn spel kwam bewonderen. Onder deze werken was ook de Toccata. Een aantal jaren besloot Stokowski zich toe te leggen op dirigeren en nadat hij her en daar afgewezen was, koos het toen provinciale Cincinnati Symphony Orchestra hem als dirigent. Hiermee was een van de meest illustere muziekcarrières uit de 20e eeuw geboren. Zodra hij zijn nieuwe rol opnam, begon hij orkestbewerkingen te maken van barokwerken en het was slechts een kwestie van tijd dat hij zijn favoriete werk, de Toccata, voor orkest bewerkte. Het stuk moet voor 1927 afgerond zijn omdat hij er in dat jaar met het Philadelphia Orchestra een grammofoonopname van maakte.
De transcriptie werd veelvuldig uitgevoerd en was het openingsstuk van Disney’s pionierswerk: de tekenfilm Fantasia uit 1940.
De orkestratie is voor 4 fluiten, 3 hobo’s, Engelse hoorn, 3 klarinetten, basklarinet, 3 fagotten, contrafagot, 6 hoorns, 3 trompetten, 3 trombones, tuba, pauken, celesta, 2 harpen en strijkers.
Stokowski bewerking is meesterlijk. De fuga, die begint nadat de laatste tonen van de toccata nog niet zijn uitgedoofd, start in de altviolen. Omdat Stokowski in zijn orkestopstelling de strijkers anders (van links naar rechts: 1ste violen, 2de violen, cello’s en altviolen) dan gebruikelijk (van links naar rechts: 1ste violen, 2de violen, altviolen en cello’s) op het podium positioneert ontstaat een grandioos gespreid effect. Na de altviolen vallen de 2de violen in die als eerste het fuga-thema inzetten. De 1ste violen volgen, daarna de cello’s waarna de contrabassen met een enorm donker gegrom de aanval openen. Tot het bereiken van de climax laat Stokowski de fuga letterlijk van links naar rechts en van voor naar achteren en weer terug door het hele orkest orgelen.

## Achtergrond
De bewerkingen van Stokowski zorgen nog steeds voor veel controverse. Puristen vinden zijn werk vaak stuitend vanwege de verregaande romantisering en veramerikanisering van Bachs ‘heilige’ werk.
Een hele generatie muziekliefhebbers is opgegroeid met een vorm van muziekuitvoering die barokke of klassieke orkestwerken (tot Verdi toe) in haar meest authentieke uitvoeringspraktijken wil laten horen. In de huidige tijd is het onder veel muziekliefhebbers heiligschennis een werk uit haar oorspronkelijke context te halen en anders te spelen, te bewerken of eenvoudigweg opnieuw te interpreteren. Een werk voor barokorgel moet op een barokorgel ten gehore worden gebracht en niet getransformeerd worden naar een 20e-eeuws symfonieorkest waar orkestrale effecten niet in dienst staan van het origineel.
Toch blijkt Stokowski trouw te zijn geweest aan de muziekgeschiedenis én de traditie. Bach verbeterde het werk van anderen en herinstrumenteerde het; Ravel orkestreerde een werk voor pianosolo van Modest Moessorgski's Schilderijen van een tentoonstelling voor groot orkest; Mozart herorkestreerde Händels Messiah; Arnold Schönberg en Igor Stravinsky transformeerden barokwerken voor neoklassieke orkesten. Richard Wagner herschreef de ouverture Iphigenie en Tauride (van Gluck) en Mahler kon niet van Carl Maria von Webers Euryanthe afblijven. Richard Strauss maakte weer zijn eigen versie van Mozarts Idomeneo.
Deze bewerkingen wijzen erop dat luisteraars door de eeuwen heen andere dingen zijn gaan verwachten van muziekuitvoeringen. Ook de akoestiek waarbinnen klassieke muziek wordt gemaakt is veranderd: de concertzalen zijn heden zeer groot. Er worden geen bezwaren ingebracht tegen moderne verfilmingen van theaterwerken van William Shakespeare, bijvoorbeeld Richard III of Romeo and Juliet, maar wel tegen bewerkingen van Bachs werk. Omdat de taal van de 17de eeuw absoluut anders klonk en uitgesproken werd dan in 2000, klinkt Shakespeare ook anders; bij muziek zou dit niet mogen.
Dé motivatie voor Stokowski echter om met Bachs werken aan de gang te gaan was feitelijk een reddingsoperatie. In het begin van de 20e eeuw raakte de belangstelling voor Bachs werken op een dieptepunt. Het orgel werd geassocieerd met de kerk en niet met een solo-optreden ervan in een concertzaal. Het symfonieorkest bereikte, ook door opkomende radio-uitvoeringen ervan die miljoenen beluisterden, veel meer mensen. Bachs werken bewerken was voor Stokowski ten eerste ervoor zorgen dat veel mensen Bach konden herontdekken en ten tweede de grootse architectuur van Bachs werk laten horen. In dit licht moeten Stokowski’s Bachtranscripties worden geïnterpreteerd als een geslaagde poging Bach ‘weer op de kaart te zetten’.
Door Stokowski’s meesterlijke orkestratie kan de concertganger sensaties herontdekken die het publiek in de 18de eeuw misschien in de concerten in de Thomaskirche te Leipzig heeft ervaren. Bachs werk uitsluitend ten gehore willen brengen in haar meest authentieke omgeving of uitvoeringspraktijk berooft vele muziekliefhebbers van deze intrinsieke schoonheid.
Stokowski zocht in de toenmalige verwaarlozing van Bachs werk naar een modern antwoord. Zijn transcripties zijn absoluut trouw aan Bachs architectuur en contrapunt. Tegelijkertijd reflecteert de gelaagdheid van zijn orkestratie de gelaagdheid van het orgel. Voor onze moderne oren klinken authentieke uitvoeringen vaak gedateerd en afstandelijk, vooral als men erbij betrekt dat zij uitgevoerd worden in concertzalen die niet ouder zijn dan 100 jaar (en gebouwd zijn voor het grote, Mahlerachtige, muziekgebaar).
De authentieke uitvoeringspraktijk kan de huidige concertzalen niet aan en ze komt daarin terughoudend en klein over; een probleem dat Stokowski oploste door op Bachs werken een 80-koppig symfonieorkest los te laten en waardoor luisteraars in staat zijn er meer in te horen dan een artefact.
Zelfs Stokowski’s versie is niet modern meer. Ze past in een tijd - de jaren 1920 - waarin in Amerika alles optimisme was en men geloofde in een technisch alleskunnen. Aan de andere kant kan men stellen dat de meeste hedendaagse muziekliefhebbers, die opera en concert bezoeken, nostalgisch zijn en zich opsluiten in een klankmuseum waar alleen nog de ‘groten van toen’ (Mahler, Wagner, Brahms, Mozart, Schubert etc.) worden ten gehore gebracht. Moderne muziek heeft nauwelijks een publiek. 
Daarom recreëert Stokowski niet alleen Bach maar zijn optimistische, zwelgende werken laten ook een tijd horen - dat van Amerika van voor de Grote Depressie - van groot zelfvertrouwen en toewijding aan de mogelijkheden van het modernisme. Een tijd die na een Tweede Wereldoorlog, een Koude Oorlog en verschillende aanhoudende terroristische dreigingen ver weg lijkt.

## Opnames
Van Stokowski’s Bachtranscripties zijn vele cd’s te koop waarbij de volgende internationaal als referentiekader gelden:
- Stokowski eigen stereo-opname met zijn eigen symfonieorkest, opgenomen in 1958 te New York, op het Engelse label EMI.
- Stokowski’s Bach, deel 1 en deel 2, op het Engelse platenlabel Chandos, uitgevoerd door het BBC Philharmonic onder leiding van Matthias Bamert, een leerling van Stokowski;
- Bach: Symphonic Transcriptions op het label Naxos, uitgevoerd door het Bournemouth Symphony orchestra onder leiding van José Serebrier, ook een leerling van Stokowski.

Eén filmopname is bekend:
- Een uitvoering voor de Amerikaanse tv-zender WGN, opgenomen in 1962, met het Chicago Symphony Orchestra onder leiding van Stokowski. Onder meer verkrijgbaar op het Japanse label Denon.

## Bron
- Programmablad bij een uitvoering van het werk door het American Symphony Orchestra onder leiding van Leon Botstein (in 2001).